# Tayabas, Quezon
Tayabas là một đô thị (tiếng Filipino: Bayan ng Tayabas) ở tỉnh Quezon. Thị xã này từng là tỉnh lỵ. Theo điều tra dân số năm 2000, đô thị này có dân số 70.985 người trong 15.155 hộ.